# SC Blau-Weiß 06 Köln
Der SC Blau-Weiß 06 Köln (offiziell: Sport-Club Blau-Weiß 06 Köln e. V.) ist ein Fußballverein aus dem Kölner Stadtteil Lindenthal. Die erste Fußballmannschaft der Herren spielte in der Saison 1934/35 in der seinerzeit erstklassigen Gauliga Mittelrhein. Im Jahre 2024 stieg die Mannschaft in die Landesliga auf. Die zwischendurch aufgelöste, mittlerweile aber wieder existierende Frauenmannschaft nahm 1994 am DFB-Pokal teil.

## Geschichte
Der Verein wurde 1906 durch Jean von Büren als Lindenthaler Spielverein gegründet und nahm 1907 den Namen Köln-Lindenthaler FV 06 an. Im Jahr 1919 wurde der Lindenthaler Kessel als Spielstätte mit einem 5:0-Sieg über eine Mannschaft aus Bergisch Gladbach eröffnet. 1926 wurde der Verein in SC Blau-Weiß Köln umbenannt. Anlässlich des 30-jährigen Bestehens wurde im Jahr 1936 das Gründungsjahr hinzugefügt, so dass der offizielle Vereinsname nun SC Blau-Weiß Köln 06 lautete. 1935 fusionierte der SC Blau-Weiß 06 Köln mit einem namentlich nicht bekannten Verein zu Blau-Weiß Siegel. Ein Jahr später wurde die Fusion wieder rückgängig gemacht und die Blau-Weißen kehrten zu ihrem alten Namen zurück. Im Jahre 1950 schloss sich der ebenfalls 1906 gegründete Verein VfB Grün-Weiß Köln den Blau-Weißen an.
Im Jahre 1980 wurde der Lindenthaler Kessel zugunsten einer Wohnanlage abgerissen und der SC Blau-Weiß 06 Köln zog auf die Bezirkssportanlage nach Deckstein um. Am 25. Juni 1984 fusionierte der SC Blau-Weiß 06 Köln mit dem FSV Gebäudereiniger Köln zum SC Blau-Weiß Gebäudereiniger Köln. Der Fusionspartner entstand im Jahre 1976 durch die Fusion des FSV Köln mit Blaut-Weiß Gebäudereiniger Köln und wurde von Gastarbeitern gegründet. Seit dem 22. Juni 1996 trägt der Verein seinen heutigen Namen. Der 2007 vom SC Blau-Weiß 06 Köln abgespaltene Verein 1. KFC Sülz-Klettenberg, welcher die komplette Jugendabteilung des SC Blau-Weiß 06 Köln übernahm, schloss sich zur Saison 2012/13 erneut dem Verein an, so dass die Herren- und Jugendabteilung mit mehreren Mannschaften melden konnte.

## Herrenfußball

### Geschichte
Nach mehreren Jahren in der höchsten rheinischen Spielklasse stieg Blau-Weiß 1934 in die Gauliga Mittelrhein auf. Als Vorletzter mit einem Punkt Rückstand auf Eintracht Trier musste die Mannschaft sofort wieder absteigen. 1937 erreichten die Kölner als Bezirksmeister noch einmal die Aufstiegsrunde zur Gauliga, scheiterten dort aber an Alemannia Aachen. Nach dem Zweiten Weltkrieg gelang 1947 der Aufstieg in die seinerzeit zweitklassige Rheinbezirksliga, die 1950 in Landesliga Mittelrhein umbenannt wurde. Nach dem Abstieg 1955 gelang zwei Jahre später der Wiederaufstieg. Dieses Mal hielt sich Blau-Weiß bis 1962 in der Landesliga.
Zwischenzeitlich war der spätere Fusionspartner FSV Gebäudereiniger Köln 1978 in die Verbandsliga Mittelrhein aufgestiegen und hielt sich bis 1984 in dieser Klasse. Die Fusion trug zunächst keine sportlichen Früchte, da die Mannschaft auf Anhieb in die Bezirksliga durchgereicht wurde und später gar in die Kreisliga abstieg. Nach zwei Aufstiegen in Folge spielte Blau-Weiß seit 2019 in der Bezirksliga. 2025 wurden die Kölner Vizemeister und stiegen als punktbester Zweiter der Bezirksligen in die Landesliga auf.

### Persönlichkeiten
- Stephan Hochgeschurtz
- Manfred Manglitz
- Heinz Simmet
- Hans Sturm

## Frauenfußball

### Geschichte
Die Fußballerinnen spielten zwischen 1992 und 1994 in der damals zweitklassigen Regionalliga West. In der Saison 1994/95 nahm die Mannschaft am DFB-Pokal teil. Nach einem Freilos in der ersten Runde bezwangen die Kölnerinnen in Runde zwei die SSG Bergisch Gladbach mit 3:2. Im Achtelfinale scheiterte die Mannschaft jedoch am VfL Sindelfingen. Nachdem lange Jahre keine Frauenfußball-Mannschaft existiert hatte, wurde zur Saison 2014/15 erstmals wieder eine Mannschaft gemeldet, die in der Kreisliga A an den Start geht. Blau-Weiß Köln stieg als Meister der Saison 2016/17 in die Bezirksliga auf. In der Saison 2021/22 holten die Frauen auch dort die Meisterschaft und spielen fortan in der Landesliga. Dort wurde die Mannschaft 2024 Vizemeister hinter Casa de Espana Köln.

### Persönlichkeiten
- Ida Daedelow